# Chionea (Chionea) scita
Chionea (Chionea) scita is een tweevleugelige uit de familie steltmuggen (Limoniidae). De soort komt voor in het Nearctisch gebied.